# YouTube Rewind 2018: Everyone Controls Rewind
YouTube Rewind 2018: Everyone Controls Rewind  (también conocido simplemente como YouTube Rewind 2018) es un vídeo subido al canal oficial del sitio web de alojamiento de videos YouTube el 6 de diciembre de 2018, como la novena entrega de la serie YouTube Rewind. El video presenta referencias a Fortnite: Battle Royale y está protagonizado por Youtubers como Ninja y Marques Brownlee, así como celebridades como Will Smith y Trevor Noah.
YouTube Rewind 2018 fue criticado negativamente por críticos, Youtubers y espectadores por igual, quienes lo calificaron como el peor video de YouTube Rewind hasta la fecha. El video fue criticado por la inclusión de tendencias impopulares u obsoletas y la exclusión de muchos Youtubers destacados del año, así como por rivalidades como KSI vs. Logan Paul y PewDiePie vs T-Series. Para el 13 de diciembre de 2018, solo una semana después de su carga, Everyone Controls Rewind tenía más de 10 millones de «no me gusta», lo que lo convierte en el video con más «no me gusta» en YouTube de todos los tiempos, un récord que anteriormente ostentaba el video musical de «Baby» de Justin Bieber desde hace más de siete años.

## Antecedentes
YouTube Rewind fue una serie anual de videos lanzados de 2010 a 2019 que fue producido (junto con Portal A Interactive), lanzado y distribuido por el sitio web homónimo a través de su canal oficial. Cada vídeo era un resumen de las tendencias y eventos del año.

## Descripción general
Los temas del video giran en torno a que todos puedan controlar YouTube Rewind, con varias personalidades destacadas que describen qué eventos quieren revisar. El video comienza con el actor Will Smith en la cordillera de Jebel Jais, lo que sugiere la inclusión del popular videojuego Fortnite y el Youtuber Marques Brownlee en el video. Luego, la cámara muestra a Brownlee, otros Youtubers y al streamer de Twitch Ninja como el conductor del autobús, conversando dentro de un autobús de batalla, una referencia de Fortnite.
La siguiente escena muestra a un grupo de personalidades de Youtube rodeando una fogata. El grupo sugiere que Rewind debería tener K-pop, referencias a la boda real entre Enrique de Sussex y Meghan Markle, el meme de internet 'Bongo Cat', un experimento científico que involucra derretir lápiz labial y la inclusión del músico de música electrónica Marshmello, cuya máscara se quita y se reveló que debajo era Mason Ramsey. Luego, el video muestra a un grupo haciendo un muk-bang en Corea del Sur.
Después de la escena, el animador TheOdd1sOut sugiere agregar el desafío «In My Feelings» al video. El video pasa rápidamente entre escenas de varios Youtubers y celebridades bailando el desafío, incluidas escenas de los presentadores de programas de entrevistas Trevor Noah y John Oliver realizando bailes de Fortnite. El animador Jaiden Animations incluye varios huevos de Pascua, que comprenden referencias a otros memes y eventos del año, como Ugandan Knuckles, una invitación a Super Smash Bros. Ultimate, el combate de boxeo KSI vs. Logan Paul, un grupo de elementos en la pared que deletrean «Sub 2 PewDiePie», así como la silla giratoria de PewDiePie.
Después del desafío, Lilly Singh dice que el video debería presentar a «las personas que lograron hacer algo más grande que ellos mismos». Varios Youtubers felicitan a varios grupos de personas, incluidas personas que lucharon por crear conciencia sobre la salud mental y «todas las mujeres en 2018 por encontrar sus voces». Más tarde, Elle Mills decide leer una sección de comentarios falsos sobre qué incluir en Rewind. Se presentan varios comentarios, con referencias de la cultura popular a los disfraces del video musical «I Love It» de Kanye West y Lil Pump, la Copa Mundial de Fútbol de 2018, la canción infantil Baby Shark y la moda del baile «Dame tu cosita». Luego se muestra al 'Sister Squad' (James Charles, Dolan Twins y Emma Chamberlain) en el espacio exterior, conduciendo un automóvil similar al Tesla Roadster de Elon Musk.
El video termina con Smith riéndose mientras observa el autobús de batalla antes mencionado a través de un par de binoculares y dice That's hot, that's hot («Eso está caliente, eso está caliente»). Mientras se reproducen los créditos, aparece Primitive Technology, esculpiendo el logotipo de YouTube Rewind con arcilla.

## Reparto
Esta es la lista de los miembros del reparto protagonistas de YouTube Rewind 2018: Everyone Controls Rewind, derivada de su sitio web.
- 10Ocupados
- Adam Rippon
- Afros e Afins por Nátaly Neri
- Alisha Marie
- Ami Rodriguez
- Anwar Jibawi
- AsapSCIENCE
- AuthenticGames
- BB Ki Vines
- Bearhug
- Bie The Ska
- Bilingirl Chika
- Bongo Cat (@StrayRogue y @DitzyFlama)
- Bokyem TV
- CajuTV
- Casey Neistat
- Caspar
- Cherrygumms
- Collins Key
- Dagi Bee
- Desimpedidos
- Diva Depressão
- Dolan Twins
- Domics
- Dotty TV
- Elle Mills
- Emma Chamberlain
- Enes Batur
- EnjoyPhoenix
- EroldStory
- FAP TV
- FavijTV
- Fischer's
- Furious Jumper
- Gabbie Hanna
- GamingWithKev
- Gen Halilintar
- Gongdaesang
- gymvirtual
- Hannah Stocking
- HikakinTV
- How Ridiculous
- illymation
- ItsFunneh
- Jaiden Animations
- James Charles
- John Oliver
- Jordindian
- Jubilee Media
- JukiLop
- julioprofe
- Katya Zamolodchikova
- Kaykai Salaider
- Kelly MissesVlog
- Krystal Yam & family
- LA LATA
- Lachlan
- LaurDIY
- Lele Pons
- Life Noggin
- Lilly Singh
- Liza Koshy
- Los Polinesios
- Lucas the Spider
- Luisito Comunica (Rey Palomo)
- Luzu
- Lyna
- Manual do Mundo
- Markiplier
- Marques Brownlee
- Marshmello
- Mason Ramsey
- Me Poupe!
- Merrell Twins
- Michael Dapaah
- MissRemiAshten
- mmoshya
- Molly Burke
- Ms Yeah
- Muro Pequeno
- NickEh30
- NikkieTutorials
- Ninja
- Noor Stars
- Pautips
- Pinkfong Baby Shark
- Pozzi
- Primitive Technology
- RobleisIUTU
- Rosanna Pansino
- Rudy Mancuso
- Safiya Nygaard
- Sam Tsui
- SamHarveyUK
- SHALOM BLAC
- Simone Giertz
- skinnyindonesian24
- Sofia Castro
- sWooZie
- Tabbes
- Technical Guruji
- The Try Guys
- TheOdd1sOut
- Tiền Zombie v4
- Trevor Noah
- Trixie Mattel
- Wengie
- whinderssonnunes
- Will Smith
- Yammy
- Yes Theory

## Recepción

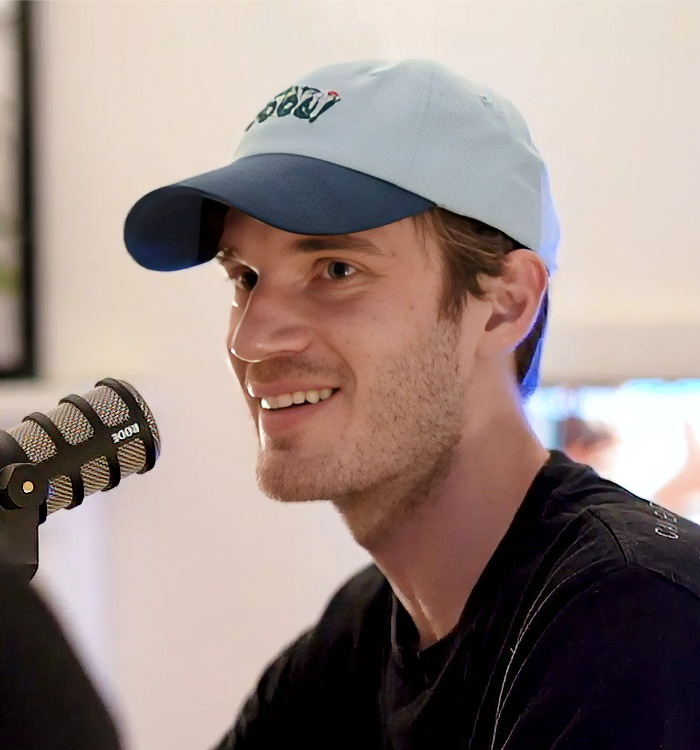
YouTube Rewind 2018: Everyone Controls Rewind fue criticado por no incluir a PewDiePie, a pesar de ser el canal con más suscriptores de la plataforma en ese momento y su rivalidad con T-Series generando una atención significativa.

Tras su lanzamiento, YouTube Rewind 2018: Everyone Controls Rewind recibió críticas universalmente negativas, lo que provocó una gran reacción de los críticos, Youtubers y espectadores por igual. Muchos Youtubers lo consideraron el «peor Rewind de todos los tiempos». Solo unas pocas partes del video recibieron elogios, y muchos espectadores aplaudieron a Jaiden Animations por incorporar la silla de PewDiePie, así como otros huevos de Pascua, en su segmento del video. Otras críticas incluyeron lo que los espectadores habían visto como un uso excesivo en el video de algunas tendencias, muchas de ellas consideradas obsoletas o impopulares, incluido Fortnite, así como la falta de variedad en las referencias. También fue muy criticado por sus comentarios sociales, que algunos sintieron estaban forzados en el video. Mucha gente también se enojó porque PewDiePie no estaba incluido, ya que su canal era el más suscrito en la plataforma en ese momento.
Si bien YouTube Rewind 2018: Everyone Controls Rewind incorporó sugerencias de comentarios de los usuarios como parte del video, Nicole Engelman de The Hollywood Reporter calificó a YouTube como «desconectado». Julia Alexander de The Verge sugirió que YouTube había omitido intencionalmente los momentos más importantes de la plataforma en 2018 del video en un intento de apaciguar a los anunciantes preocupados por las controversias que habían plagado la plataforma durante los últimos dos años. Ella afirma que «sin embargo, es cada vez más evidente que YouTube está tratando de vender una cultura que es diferente de la que millones de personas vienen a la plataforma, y eso es cada vez más difícil de aceptar tanto para los creadores como para los fanes». Meira Gebel de Business Insider compartió un sentimiento similar y dijo: «El video parece ser un intento de la compañía de mantener a los anunciantes de su lado luego de un 2018 bastante difícil».
PewDiePie, que no estuvo en YouTube Rewind 2018: Everyone Controls Rewind, criticó el vídeo. Dijo que casi se alegraba de no estar en él «porque es un video tan vergonzoso en este momento que creo que es una lástima honestamente». Agrega en la declaración que «Rewind [solía ser] algo que parecía un homenaje a los creadores de ese año, era algo genial de lo cual ser parte». Criticó además la sobresaturación de Fortnite, la inclusión de celebridades no asociadas con YouTube y la falta de mención del gran apoyo en la plataforma a aquellos que murieron antes de diciembre, incluido el actor y YouTuber islandés Stefán Karl Stefánsson. Además de sus críticas, él, junto con FlyingKitty, Party In Backyard, Grandayy y Dolan Dark, crearon su versión de YouTube Rewind 2018: Everyone Controls Rewind el 27 de diciembre de 2018, titulada YouTube Rewind 2018 but it's actually good («YouTube Rewind 2018, pero en realidad es bueno»), que se centró en los memes notables de 2018.
Marques Brownlee, quien apareció de manera destacada en el video, dijo que Rewind alguna vez había sido una «gran celebración de los Youtubers y los eventos más importantes que habían sucedido en el sitio en un año en particular. Se convirtió en un honor estar incluido en Rewind. Pero ahora YouTube vió en Rewind una forma de mostrar a los anunciantes lo mejor que sucede en YouTube». Concluyó que «en lugar de honrar a los creadores, ahora es una lista de contenido amigable para los anunciantes. Rewind se ha convertido en un anuncio gigante para YouTube».
En un vídeo subido en febrero de 2019, la entonces directora ejecutiva de YouTube, Susan Wojcicki, dijo: «Incluso en casa, mis hijos me dijeron que (YouTube Rewind 2018: Everyone Controls Rewind) era vergonzoso». Prometió un mejor Rewind para 2019 y reveló varias prioridades para YouTube para el año.

### «No me gusta»

YouTube Rewind 2018: Everyone Controls Rewind superó a «Baby» para convertirse en el vídeo de YouTube que más «no me gusta» solo una semana después de haber sido subido.

El 13 de diciembre de 2018, apenas una semana después de ser subido, se convirtió en el video con más «no me gusta» en el sitio web, superando el récord anterior: el video musical de «Baby» de Justin Bieber. En una declaración dada a los medios de comunicación, la portavoz de YouTube, Andrea Faville, dijo que «destronar a 'Baby' en los 'no me gusta' no era exactamente nuestro objetivo este año».
Después del lanzamiento del video y la reacción posterior, YouTube discutió posibles opciones para evitar el abuso del botón «No me gusta» por parte de dislike mobs («turbas de 'No me gusta'»), como hacer que las calificaciones Me gusta-No me gusta sean invisibles de forma predeterminada, incitar a los usuarios que dan «no me gusta» a explicar los motivos de su disgusto y eliminar el contador de «No me gusta» o el botón «No me gusta» por completo. Tom Leung, director de gestión de proyectos de YouTube, describió en 2019 la posibilidad de eliminar el botón «No me gusta» como la opción más extrema y antidemocrática, ya que «no todos los "no me gusta" provienen de turbas de "no me gusta"».
En noviembre de 2021, los recuentos de «No me gusta» se volvieron visibles solo para el que subió un video, en un intento de «ayudar a proteger mejor a nuestros creadores de acoso y reducir los ataques de "No me gusta", donde las personas trabajan para aumentar la cantidad de "No me gusta" en los videos de un creador». Este cambio fue criticado por muchos, y algunos argumentaron que YouTube eliminó el recuento de «no me gusta» para protegerse de más críticas como las del video Rewind de 2018.